# Пасечник, Сергей Владимирович
Серге́й Влади́мирович Пасечник (род. 21 мая 1965) — советский футболист, защитник.

## Карьера
Воспитанник сызранского футбола. Начинал играть в сызранской «Турбине». В 1982 году занимался в куйбышевском ЦОР (центре олимпийской подготовки). В 1983 переходит в куйбышевские «Крылья Советов». После службы в армии играл в сызранском клубе «Волгомаш». В 1993 году провел один сезон в высшей лиге чемпионата Казахстана в составе ФК «Уралец-АРМА» Уральск.